# Oeax transversus
Oeax transversus es una especie de escarabajo longicornio del género Oeax, subfamilia Lamiinae. Fue descrita científicamente por Aurivillius en 1913.
Se distribuye por Kenia y Tanzania. Posee una longitud corporal de 11-12 milímetros. El período de vuelo de esta especie ocurre en el mes de diciembre.